# Phrynomerinae
Phrynomerinae – monotypowa podrodzina płazów bezogonowych z rodziny wąskopyskowatych (Microhylidae).

## Zasięg występowania
Podrodzina obejmuje gatunki występujące w Czarnej Afryce.

## Systematyka

### Etymologia
- Brachymerus: gr. βραχυς brakhus „krótki”[11]; μηρος mēros „udo”[12]. Nazwa zajęta przez Brachymerus Dejean, 1835 (Caleoptera).
- Phrynomantis: gr. φρυνη phrunē, φρυνης phrunēs „ropucha”[13]; μαντις mantis, μαντεως manteōs „żaba drzewna”[14]. Nazwa zastępcza dla Brachymerus Smith, 1847.
- Phrynomerus: gr. φρυνη phrunē, φρυνης phrunēs „ropucha”; μηρος mēros „udo”. Nazwa zastępcza dla Brachymerus Smith, 1847.
- Fichteria: U. Fiechter[8]. Gatunek typowy: Fichteria somalica Scortecci, 1941.

### Podział systematyczny
Do podrodziny należy jeden rodzaj z następującymi gatunkami:
- Phrynomantis affinis Boulenger, 1901
- Phrynomantis annectens Werner, 1910
- Phrynomantis bifasciatus (Smith, 1847) – zwrotnogłówka czerwonopasa[15]
- Phrynomantis microps Peters, 1875
- Phrynomantis newtoni Ceríaco, Santos, Marques, Bauer & Tiutenko, 2021
- Phrynomantis somalicus (Scortecci, 1941)